# 수리야바르만 2세

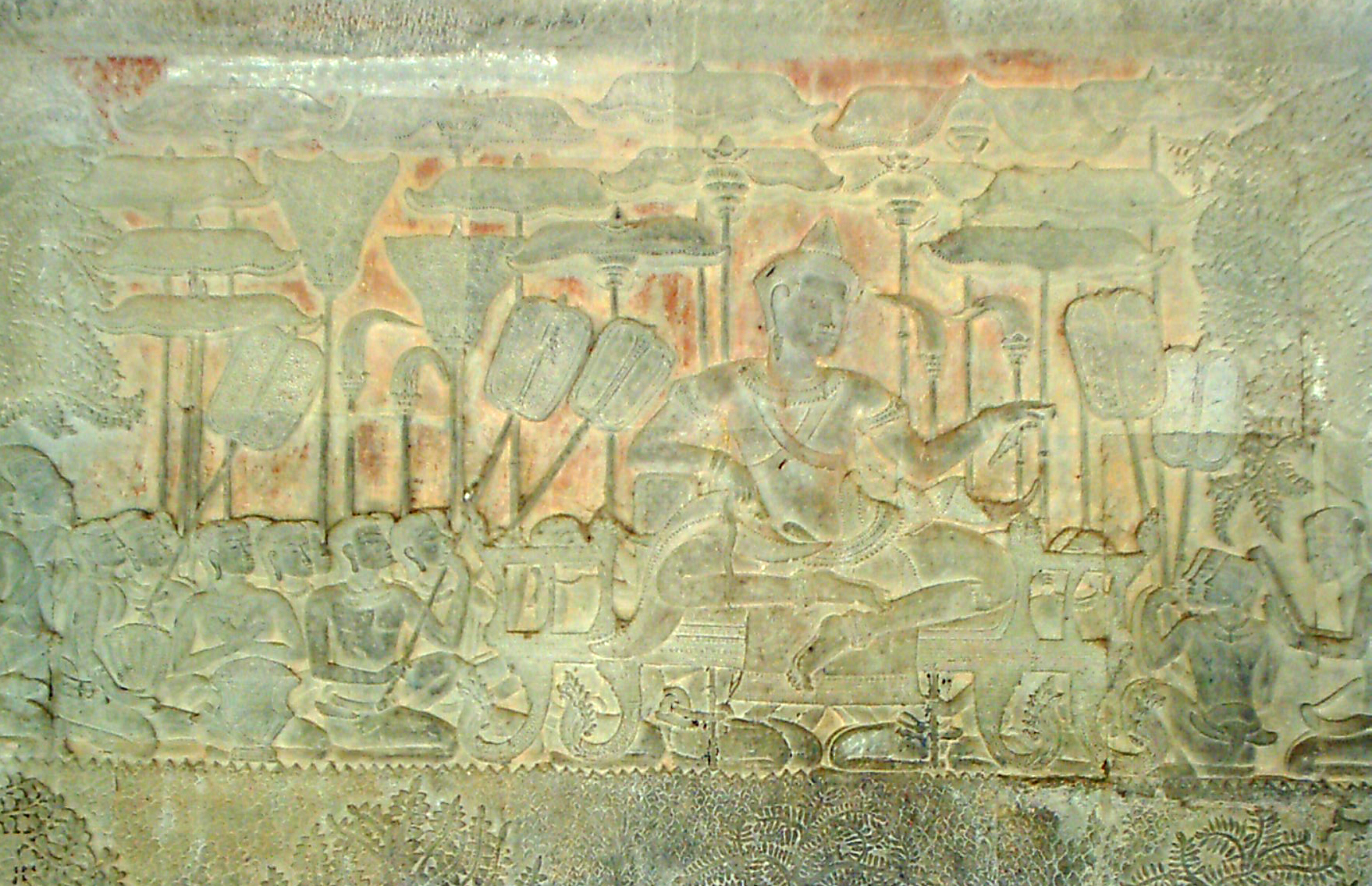
앙코르 와트 벽화에 그려진 수르야바르만 2세.

수리야바르만 2세(Suryavarman II, 크메르어: សូរ្យវរ្ម័នទី២)는 1113년부터 1145년 또는 1150년까지 크메르 제국을 통치한 왕이며, 유명은 파라마비슈누로카이다. 그는 앙코르 와트를 지었으며, 이 사원을 힌두의 신인 비슈누에게 봉헌하였다. 그의 통치기간에 가장 기념비적 건축물이다. 수많은 전쟁과 강력한 통치로 인해 그는 역사학자들에게 크메르 제국의 가장 위대한 왕 중의 한 사람으로 손꼽힌다.
초창기 수리야바르만 2세는 크메르 제국의 중앙 통제가 느슨해진 때에 오늘날 태국의 롭부리 지역에서 성장한 것으로 보인다. 기록에는 그의 부친은 크시틴드라디타이고, 모친은 나렌드랄라슈미라고 되어 있다. 어린 왕자 시절에 왕좌에 대한 합법적이 제동을 행사함으로써 권력을 획득했다. 기록에는 그의 학업이 끝나자 왕권에 대한 열망을 내보였다고 한다. 결국 전쟁을 통해 1113년 다라닌드라바르만 1세를 죽이고, 왕위에 오른다.

## 초창기
수리야바르만 2세는 크메르 제국의 중앙 통제가 느슨해진 때에 오늘날 태국의 롭부리 지역에서 성장한 것으로 보인다. 기록에는 그의 부친은 크시틴드라디타이고, 모친은 나렌드랄라슈미라고 되어 있다. 어린 왕자 시절에 왕좌에 대한 합법적이 제동을 행사함으로써 권력을 획득했다. 기록에는 그의 학업이 끝나자 왕권에 대한 열망을 내보였다고 한다.
결국 전쟁을 통해 1113년 다라닌드라바르만 1세를 죽이고, 왕위에 오른다.

## 같이 보기
- 앙코르 와트